# Phá sản

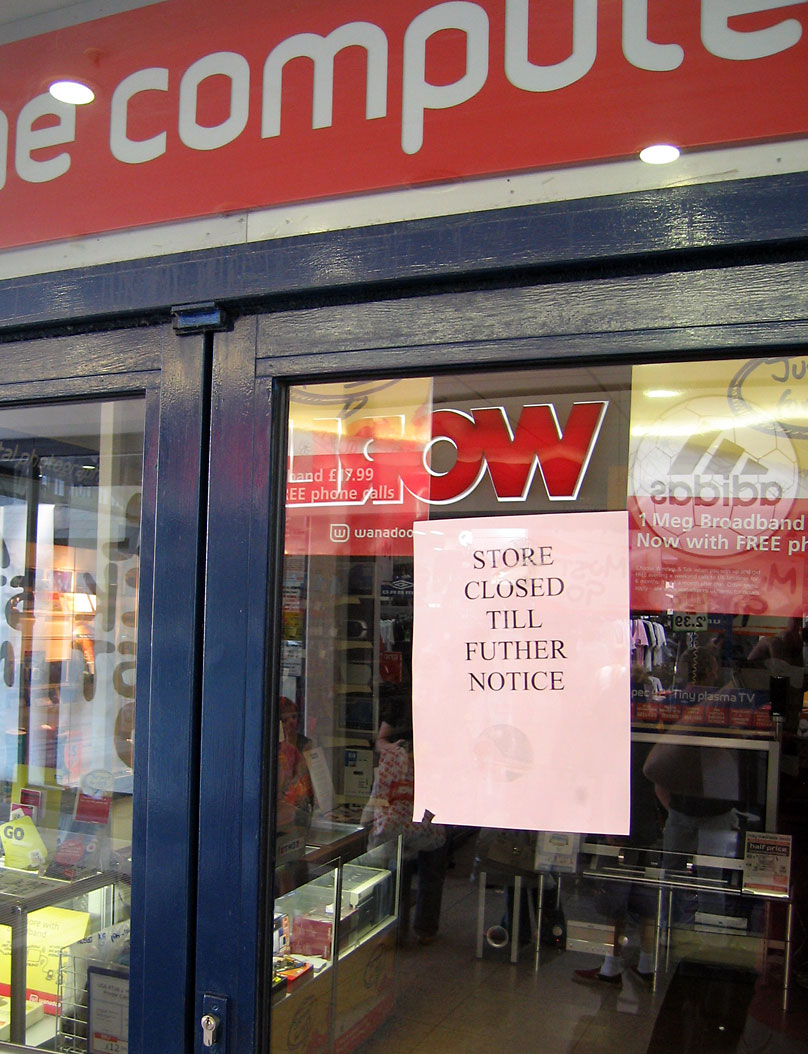
Một công ty máy tính ở Anh thông báo đóng cửa vì bị phá sản

Phá sản (hay còn gọi bình dân là sập tiệm) là tình trạng một công ty hay xí nghiệp khó khăn về tài chính, bị thua lỗ hoặc thanh lý xí nghiệp không đảm bảo đủ thanh toán tổng số các khoản nợ đến hạn. Khi đó, tòa án hay một cơ quan tài phán có thẩm quyền sẽ tuyên bố công ty hay xí nghiệp đó bị phá sản. Có hai loại phá sản: phá sản đơn và phá sản gian lận. Phá sản đơn là khi người chủ công ty bất cẩn, thiếu tính toán, quản lý tồi, vay mượn tuỳ tiện, kế toán không minh bạch, không tôn trọng những nghĩa vụ đã cam kết, không khai báo cho toà án hay cơ quan có thẩm quyền về tình hình ngừng chi trả theo đúng thời hạn luật pháp quy định. Phá sản gian lận là khi người chủ công ty có ý gian trá trong kế toán, che giấu bớt tài sản nợ, khai tăng tài sản có. Phá sản gian lận bị phạt nặng hơn phá sản đơn.
Việc phá sản có thể do chủ công ty tự nộp đơn xin phá sản, hay do một hoặc nhiều chủ nợ có đơn yêu cầu. Tài sản, tiền vốn của công ty có thể được mang bán đấu giá để thanh toán nợ. Một số quốc gia, cá nhân cũng có quyền tuyên bố phá sản.

## Quốc gia phá sản
Một quốc gia được gọi là phá sản nếu trong tình trạng nợ quốc gia tới hạn trả lớn hơn số tiền có thể thanh toán tức thời. Trên thực tế, các quốc gia trong hoàn cảnh này sẽ tìm cách vay nợ mới để trả các nợ cũ. Một thí dụ là Iceland trong cuộc khủng hoảng kinh tế đã quốc hữu hóa ba nhà băng lớn nhất 2008 và sau đó từ chối không trả nợ của các nhà băng này, như vậy đã phá sản vào tháng 10 năm 2008, và được cho mượn 2,1 tỷ từ IMF và 2,5 tỷ từ các nước Bắc Âu lân cận.